# Educated Guess
Educated Guess és el tretzè àlbum d’estudi de la cantant i compositora Ani DiFranco publicat al 2004.
DiFranco el va enregistrar a casa seva de New Orleans i de Buffalo, i en aquesta ocasió es va encarregar ella sola de la part artística tocant tots els instruments i fent totes les veus, cosa que no feia des del seu segon àlbum, Not So Soft (1991). També va cobrir gairebé la totalitat de la part tècnica a excepció de la masterització, pel que va comptar amb el seu col·laborador habitual Greg Calbi.
L’àlbum va estar doblement nominat als Premis Grammy del 2004, a Millor Àlbum de Folk Contemporani i a Millor Presentació de Gravació.
Educated Guess va arribar al capdamunt de la llista Independent Albums, llista on es va mantenir durant 11 setmanes, i a la posició 37 de la Billboard 200.

## Llista de cançons
Totes les cançons foren escrites i compostes per Ani DiFranco. 
| Núm. | Títol                        | Durada |
| ---- | ---------------------------- | ------ |
| 1.   | «Platforms»                  | 0:17   |
| 2.   | «Swim»                       | 3:06   |
| 3.   | «Educated Guess»             | 5:11   |
| 4.   | «Origami»                    | 2:23   |
| 5.   | «Bliss Like This»            | 3:08   |
| 6.   | «The True Story of What Was» | 1:53   |
| 7.   | «Bodily»                     | 3:53   |
| 8.   | «You Each Time»              | 4:12   |
| 9.   | «Animal»                     | 5:36   |
| 10.  | «Grand Canyon»               | 3:31   |
| 11.  | «Company»                    | 3:58   |
| 12.  | «Rain Check»                 | 4:05   |
| 13.  | «Akimbo»                     | 0:24   |
| 14.  | «Bubble»                     | 4:28   |

## Personal
- Ani DiFranco – veus, guitarres, baix, piano, percussió

### Producció
- Producció – Ani DiFranco
- Enregistrament - Ani DiFranco
- Masterització – Greg Calbi
- Mescla – Ani DiFranco
- Disseny – Ani DiFranco, Brian Grunert
- Fotografia – Eric Frick, Ani DiFranco

## Llistes
| Llista (2004)      | Posició |
| ------------------ | ------- |
| Independent Albums | 1       |
| Billboard 200      | 37      |

Ambdues llistes publicades per la revista Billboard.